# Paul Burchill
Paul Burchill, pseudonimo di Paul Kenneth Birchall (Guildford, 8 ottobre 1979), è un ex wrestler britannico, noto per i suoi trascorsi nella World Wrestling Entertainment tra il 2005 e il 2006 e, di nuovo, tra il 2008 e il 2010.

## Biografia
Prima di intraprendere la carriera da wrestler professionista, Paul Birchall faceva l'insegnante di educazione fisica in una scuola media di Guildford.

## Carriera

### Gli esordi (2002–2004)
Nel 2001 Paul Birchall partecipò ad un provino di allenamento presso la palestra della Frontier Wrestling Alliance di Mark Sloan, impressionando positivamente gli addetti ai lavori; terminato il periodo di allenamento nella FWA, Birchall debuttò nell'agosto del 2002.
Durante gran parte della sua esperienza nel circuito indipendente britannico, Birchall interpretò una gimmick simile a quella adottata da Bill Goldberg nella World Championship Wrestling a fine anni novanta, sconfiggendo i suoi avversari in pochi minuti e portando avanti una lunga serie di vittorie.
Nel 2003 fu nominato Rookie of The Year da diverse riviste del settore.

### Ohio Valley Wrestling (2004–2005)
L'11 novembre 2004 Paul Birchall firmò un contratto di sviluppo con la World Wrestling Entertainment e lasciò il Regno Unito per trasferirsi a Louisville (Kentucky); venne subito inviato all'Ohio Valley Wrestling, all'epoca territorio di sviluppo della WWE.

### World Wrestling Entertainment (2005–2006)
Paul Birchall fece il suo esordio nel roster principale della World Wrestling Entertainment durante la puntata di SmackDown del 30 agosto 2005, con il ring-name Paul Burchill, facendo coppia con il connazionale William Regal e sconfiggendo Funaki e Scotty 2 Hotty. I due inglesi lottarono in diversi match per il ruolo di primi sfidanti ai WWE Tag Team Championship, senza tuttavia conquistare i titoli negli incontri decisivi.
Il 3 febbraio 2006 Burchill si presentò con una nuova gimmick, ispirata alla figura di Jack Sparrow della serie cinematografica Pirati dei Caraibi; iniziò una faida con il suo ex alleato William Regal, dal quale uscì vincitore, ma nell'estate del 2006 fu costretto ad un lungo stop per sottoporsi ad un'operazione al ginocchio.

### Ritorno in OVW (2006–2008)
Dopo essere ritornato dall'infortunio, Paul Birchall venne rimandato nella Ohio Valley Wrestling, dove assunse il ring-name The Ripper e abbandonò la gimmick del pirata in favore di quella del Most Dangerous Man, molto più simile a quella che aveva nel Regno Unito. Il 15 dicembre 2006 divenne il primo wrestler britannico della storia a conquistare l'OVW Heavyweight Championship, sconfiggendo Chet The Jett. Perse la cintura il 17 febbraio 2007 in favore di Cody Runnels, durante un house-show tenutosi ad Elizabethtown (Kentucky), salvo poi riconquistarla il giorno dopo in un altro house-show a Louisville (Kentucky).

### Ritorno in WWE (2008–2010)
Paul Birchall fece il suo ritorno nella World Wrestling Entertainment nella puntata di Raw dell'11 febbraio 2008, insieme a sua sorella Katie Lea (kayfabe), sconfiggendo facilmente Brian Kendrick. Dopo un breve push iniziale, Burchill intraprese una faida contro Mr. Kennedy, che vide però quest'ultimo prevalere.
Il 30 dicembre 2008 Paul Burchill venne trasferito, insieme a Katie Lea, nel roster della ECW. Vinse il suo primo incontro il 3 febbraio 2009, sconfiggendo Tommy Dreamer. Dopo la morte di suo fratello Sean in Afghanistan il 19 giugno 2009, Burchill rimase fuori dalle scene per circa un mese. Tornò in ECW perdendo contro Yoshi Tatsu.
Nell'estate del 2009 Paul Burchill iniziò una faida contro Gregory Helms, con quest'ultimo che tornò a vestire i panni di The Hurricane. La loro rivalità va avanti per mesi ed è combattutissima, sia Hurricane che Burchill riescono a vincere in incontri uno contro uno, Burchill poi sfida Hurricane ad un ultimo match in cui mette in palio la sua permanenza e quella di sua sorella Katie Lea nella ECW a patti che se fosse uscito vincitore Hurricane si sarebbe dovuto togliere la maschera. Il 17 novembre nell'incontro decisivo è il supereroe a trionfare e dunque sia Paul Burchill che sua sorella Katie Lea lasciano l'ECW.
Burchill torna però durante WWE Superstars del 3 dicembre, indossando anch'egli una maschera e attaccando The Hurricane. Chiede così sotto le spoglie di The Ripper un nuovo contratto ECW al General manager dello show, Tiffany, il quale decide che solo se batterà The Hurricane lo avrà. La settimana seguente è ancora The Hurricane ad avere la meglio smascherando Burchill e a vincere il match.
Il 26 febbraio 2010 venne rilasciato dalla WWE.

## Vita privata
Paul Birchall è sposato con una donna di nome Jasmine, dalla quale ha avuto tre figli.
Suo fratello maggiore Sean, un maggiore dell'esercito inglese, è stato ucciso in Afghanistan il 19 giugno 2009.

## Personaggio

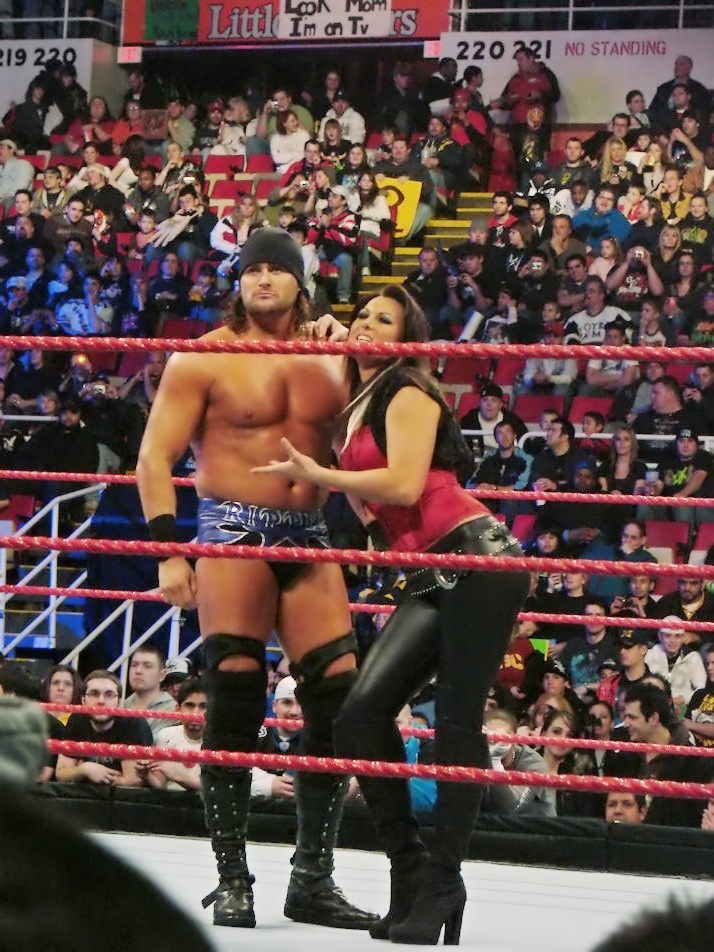
Paul Burchill (a sinistra) con Katie Lea (a destra) nel 2009

### Mosse finali
- Standing backflip STO
- Vertical suplex powerslam

### Manager
- Katie Lea
- William Regal

### Soprannomi
- "The Most Dangerous Man"
- "The Ripper"

### Musiche d'ingresso
- You Spin Me Round (Like A Record) dei Dope

## Titoli e riconoscimenti
- Ohio Valley Wrestling
  - OVW Heavyweight Championship (4)
  - OVW Southern Tag Team Championship (1) – con Stu Bennett
- Pro Wrestling Illustrated
  - 123º tra i 500 migliori wrestler singoli nella PWI 500 (2009)